# Münnerstadt
Münnerstadt este un oraș din Franconia Inferioară, landul Bavaria, Germania.